# ۱۱ سگ کوچک
۱۱ سگ کوچک یک ستاره است که در صورت فلکی سگ کوچک قرار دارد.